# Aa (Estonsko)
Aa (německy Haakhof) je vesnice v estonském kraji Ida-Virumaa, samosprávně patřící do obce Lüganuse. Nachází se při pobřeží Finského zálivu přibližně 10 km severovýchodně od městečka Lüganuse.

## Dějiny
Archeologické nálezy ukazují, že území vesnice bylo osídleno nejpozději začátkem 1. tisíciletí. Necelé 2 km jihovýchodně od aaského zámku se nacházejí pozůstatky hradiště zvaného Alulinn („prvohrad“), které ještě nebyly archeologicky dostatečně prozkoumány. Přibližně 50 m od okraje hradiště byl roku 1869 při vysušování močálu nalezeno na ploše pouhých 2 m² 11 seker, 23 srpů, 51 oštěpových hrotů a několik dalších zbraní, z nichž nejstarší jsou datovány do 1. až 2. století. Přítomnost předmětů se vysvětluje jejich obětním užitím. Na vícero místech v okolí vesnice se nacházejí obětní kameny a pozůstatky mohyl, datované do přibližně stejné doby.
Nejstarší historická zmínka o vesnici Aa je obsažena v Knize počtů království dánského z roku 1241, kde se objevuje pod jménem Hazæ jako vesnice o 13 poplužích. V následujících letech se vesnice dostala do vlastnictví cisteciáckého kláštera v Kärkně, kterému náležela až do roku 1426, kdy ji s Livonským řádem vyměnil za blíže ležící vesnice. V době klášterní správy byla vybudována první zpevněná cesta, spojující Aa s Kohtlou, označovaná v pramenech jako mungatee („mnišská cesta“).
Po změně správní příslušnosti vesnice byl mezi lety 1426 a 1497 u vesnice založen panský statek, který byl podřízen narevskému řádovému rychtáři. Roku 1630 švédský král Gustav II. Adolf vyňal z pravomoci řádu a předal do rytířské správy, v níž zůstal až do roku 1919, kdy přešel do vlastnictví Estonské republiky. Poloha vesnice se během této doby pravděpodobně několikrát změnila, resp. označení Aa přešlo postupně na několik různých vesnic v okolí statku. Tato menší sídla (Aluküla, Reite, Nehatu, Männiku) časem buď zmizela, nebo postupně srostla s hlavní vesnicí, a v roce 1975 s ní byla sloučena.

## Současnost
Současná vesnice má necelé dvě stovky stálých obyvatel, jejích možností a zařízení však využívá mnohem širší okruh lidí. Na pobřeží se nachází hojně využívaná pláž, rekreačně využívaná zejména obyvateli blízkého průmyslového města Kohtla-Järve.
Na pobřeží u pláže byl roku 1946 vybudován stálý pionýrský tábor. Táborová zařízení v roce 1995 převzala estonská Metodistická církev a provozuje je nyní jako Tábor Gideon (Laager Giideon), v němž se konají dětské a mládežnické tábory s mezinárodní účastí a náboženské akce.
V objektu aaského zámku působí Aaský pečovatelský domov (Aa hooldekodu), v němž nyní žije přibližně 170 klientů a pracuje kolem 50 zaměstnanců.

## Pamětihodnosti
Vedle výše zmiňovaných archeologických památek je turisticky zajímavá zejména hlavní budova aaského zámku, vystavěná v 18. století v raně klasicistním slohu a koncem 19. století historicisticky přestavěná. Z dalších budov patřících k zámku je většina zničena, zachoval se však klasicistní pavilon, vystavěný původně jako zahradní chrám a dnes vysvěcený jako kaple.
Kolem zámku se rozkládá zámecký park o celkové rozloze cca 12 ha, z nichž zachovalých a udržovaných 6,5 ha je chráněno jako přírodní památka. Na severovýchodě na park navazuje Aaský bor (Aa männik), který tvoří rovněž chráněné území o rozloze 8 ha.

## Galerie

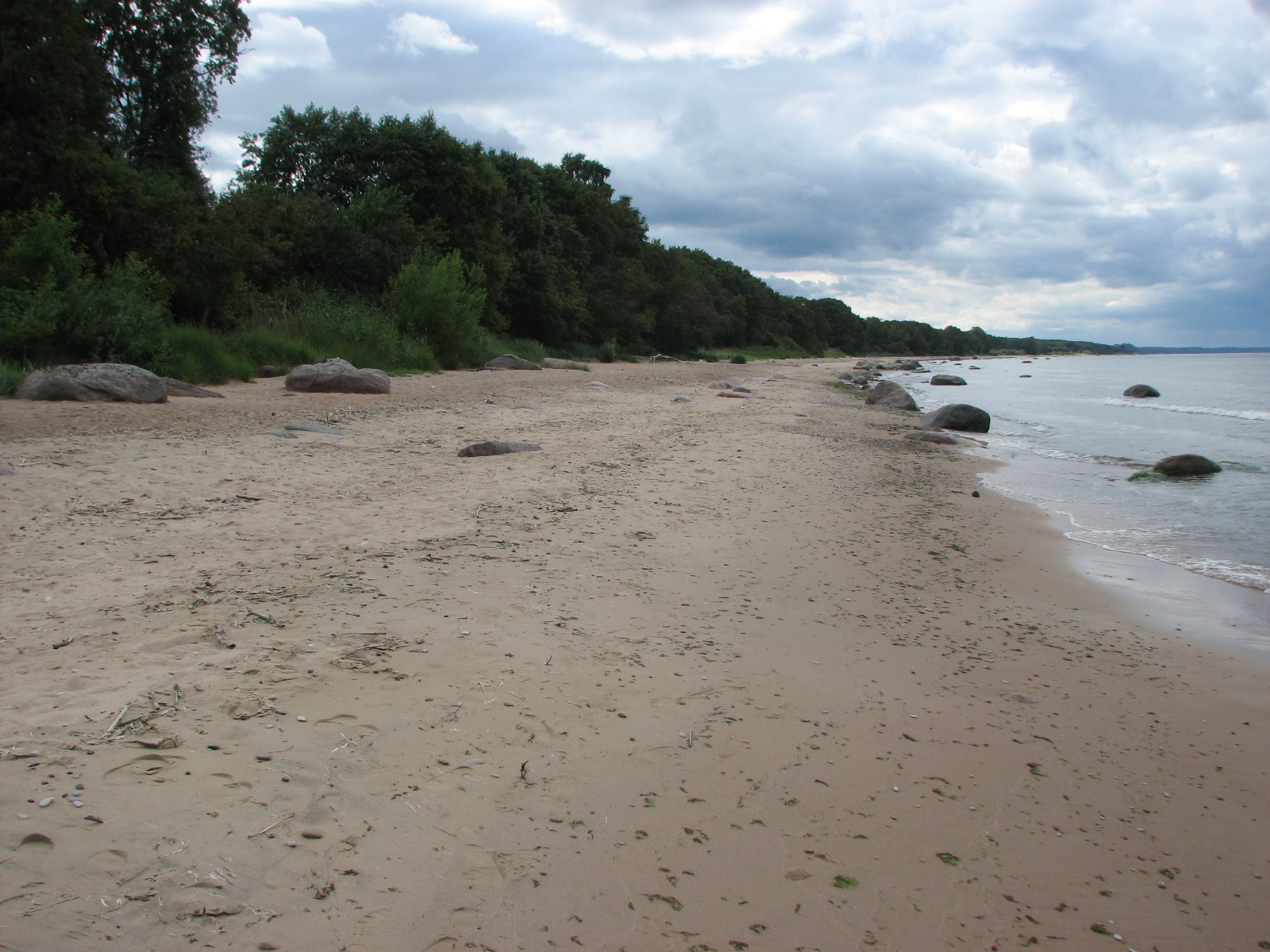
Aaská písečná pláž
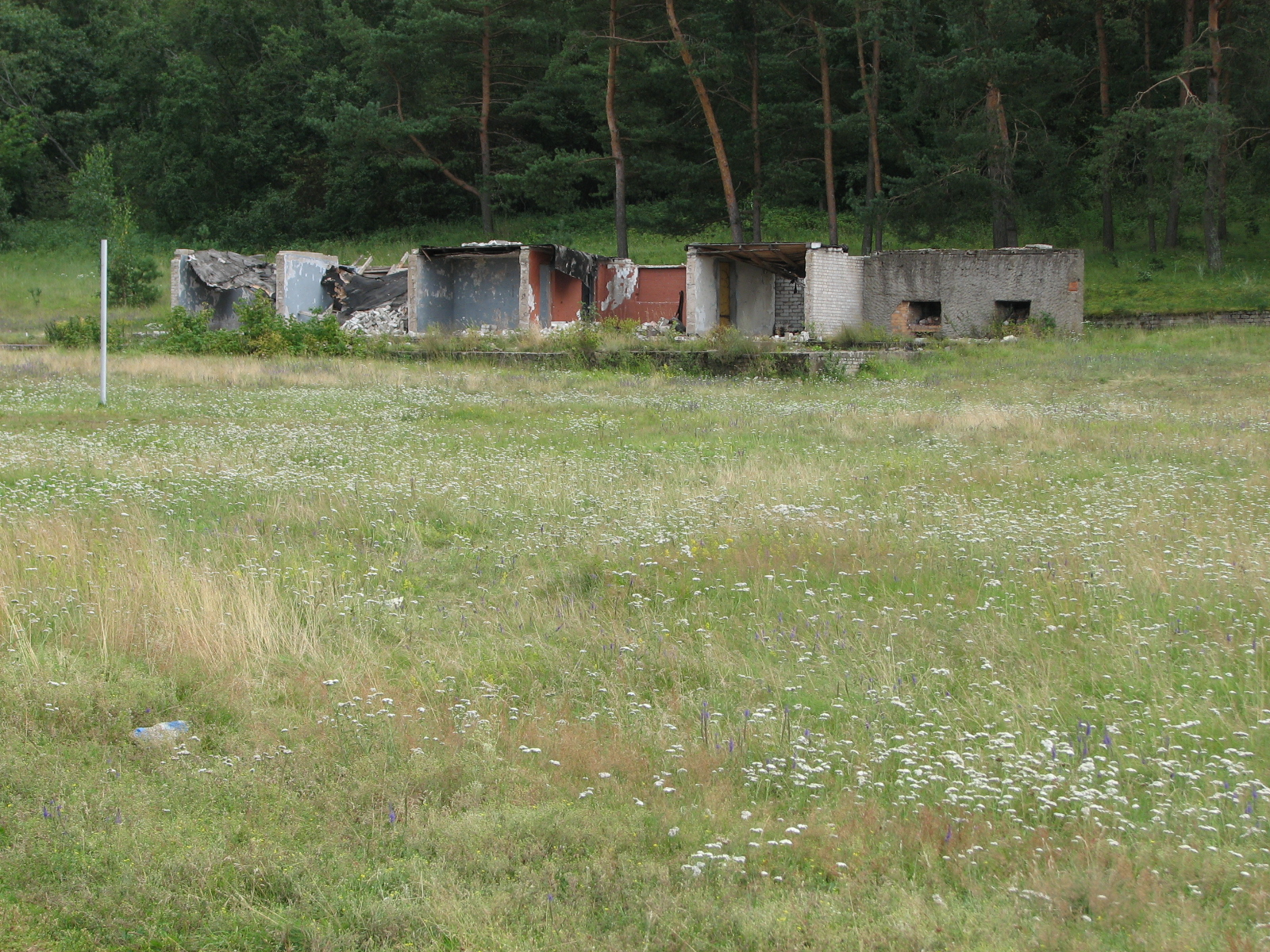
Zříceniny plážové restaurace z 60. let
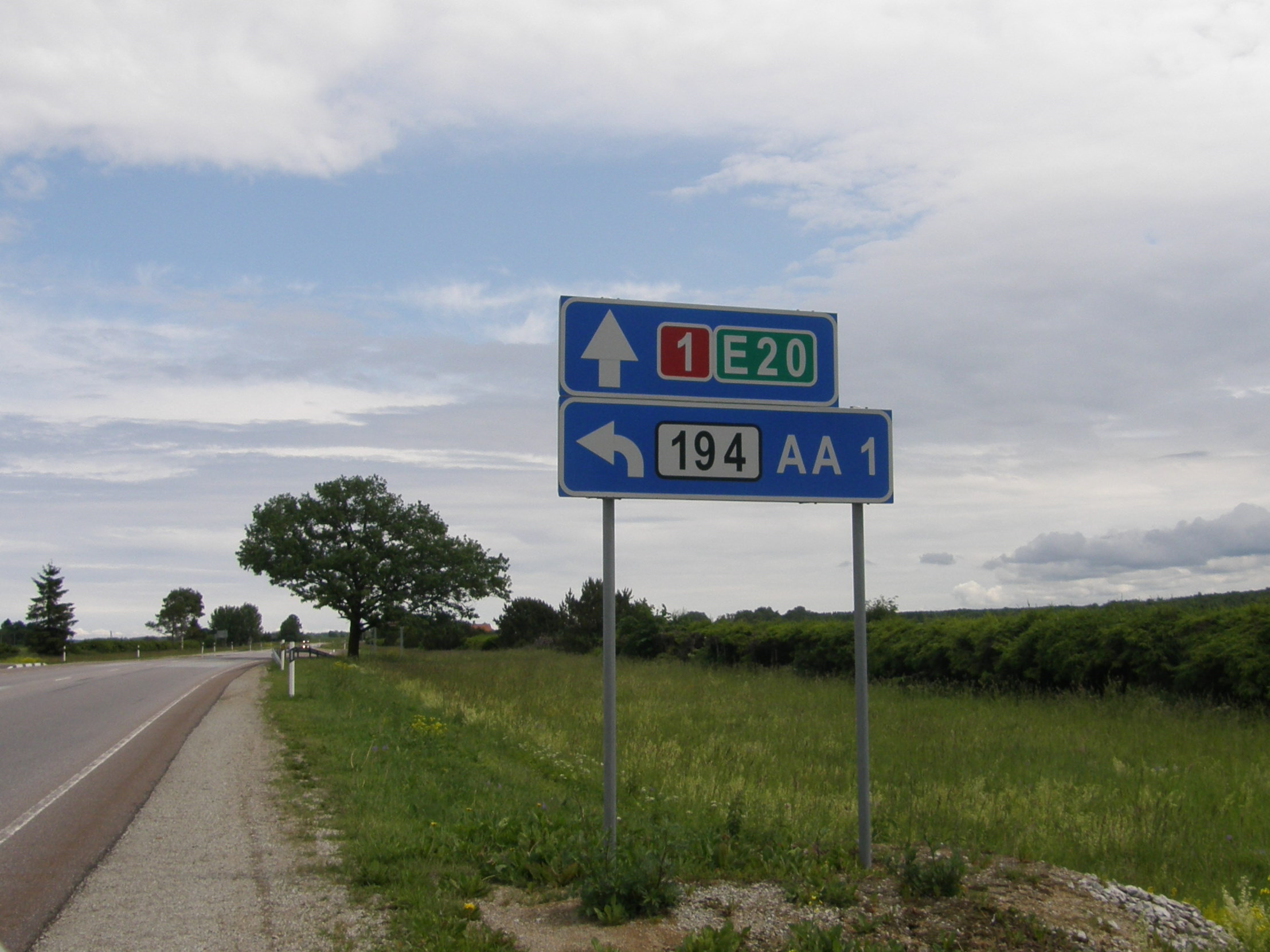
Odbočka na Aa z dálnice Tallinn–Narva